# Filippo Luigi I di Hanau-Münzenberg
Filippo Luigi I di Hanau-Münzenberg (Hanau, 21 novembre 1553 – Hanau, 4 febbraio 1580) fu conte di Hanau-Münzenberg.

## Biografia

### I primi anni
Filippo Luigi I era figlio del conte Filippo III di Hanau-Münzenberg e di sua moglie, Elena del Palatinato-Simmern. Egli venne battezzato il giorno dopo la sua nascita e suoi padrini furono la contessa Maria del Palatinato-Simmern sua zia (moglie dell'elettore Federico III del Palatinato), il conte Filippo di Solms-Braunfels e il conte Luigi di Stolberg-Königstein.
Si sa che egli ricevette la prima istruzione a Steinau ed alla morte del padre nel 1561, gli succedette al trono, sotto la tutela di una serie di personaggi designati alla sua reggenza dalla corte imperiale di Vienna: i cugini Giovanni VI di Nassau-Dillenburg e Filippo IV di Hanau-Lichtenberg, oltre a suo zio Federico III del Palatinato. Il contrasto maggiore tra i suoi reggenti avvenne proprio tra questi ultimi due nobili in quanto l'elettore palatino, calvinista, voleva prevalere sul conte di Hanau-Lichtenberg, luterano, riguardo al credo in cui educare il piccolo Filippo Luigi I, anche se alla fine i due si accordarono per crescere comunque con la fede protestante il giovane erede.

### La formazione
Il conte Filippo Luigi I ancora giovane viene descritto dai suoi insegnanti come molto intelligente e desideroso di apprendere. Dal 1563 egli inizierà dei viaggi all'estero che condizioneranno profondamente il suo modo di vedere il mondo e di governare il suo stato, soggiornando per tre anni alla corte del suo tutore, il conte di Nassau-Dillenburg dove venne allevato assieme ad Enrico di Nassau-Dillenburg (1550-1574), fratello minore del suo tutore. Entrambi vennero poi inviati assieme in un viaggio di istruzione frequentando dal 1567 al 1569 l'Università di Strasburgo e dal 1569 l'Università di Tubinga, entrando qui a contatto con le feroci polemiche interne al movimento protestante di quegli anni.
Dopo il soggiorno a Tubinga, la formazione dei due giovani continuò in Francia. Nel 1572 Filippo Luigi I incontrò il leader degli ugonotti, l'ammiraglio Gaspard II de Coligny, signore di Châtillon e con lui fu partecipe alla strage della notte di San Bartolomeo dalla quale il giovane conte riuscì a sfuggire. Il 15 settembre 1572 giunse a Buchsweiler (odierna Bouxwiller), residenza dei suoi cugini, i conti di Hanau-Lichtenberg.
Egli continuò quindi i propri studi presso l'Università di Basilea dove intraprese anche delle escursioni nella Svizzera interiore. Nel 1573 iniziò il suo soggiorno in Italia facendo tappa in molte località dell'Italia settentrionale per giungere poi all'Università di Padova. Da qui partì alla volta di Roma per poi ripartire per Vienna ove giunse nel 1574 sul viaggio di ritorno verso casa. Questo programma educativo per un nobile dell'epoca era stato straordinariamente ricco e quantomai insolito.
Di lui si sa anche che fu un attento collezionista di monete e medaglie.

### Il governo
Uno dei primi atti ufficiali di governo che vide direttamente coinvolto Filippo Luigi I di Hanau-Münzenberg ebbe luogo il 13 novembre 1562 quando l'Imperatore Ferdinando I, sulla strada per giungere a Francoforte sul Meno ove suo figlio Massimiliano venne incoronato re di Germania e di Boemia il 24 novembre 1562, stazionò alla residenza di Hanau ove ebbe una trionfale accoglienza e si recò a caccia col giovane conte.
Nel 1563 ad Hanau egli stabilì l'ufficializzazione della dottrina riformata come religione di Stato, un processo che si concluse poi solo sotto il governo di suo figlio nel 1612 il quale si fece anche tutore di quella fede nei suoi domini.
Quando Filippo Luigi I poté liberarsi delle proprie reggenze e governò autonomamente dal 1575, il suo spirito di governo fu caratterizzato da una serie di attente manovre tese al consolidamento di una serie di relazioni politiche nella regione e nell'Impero.
Nella contea di Hanau-Münzenberg egli fondò nel 1581 un'ampia biblioteca che serviva anche per accogliere i nuovi provvedimenti di legge da lui stabiliti che ebbero valenza de facto sino all'introduzione del codice civile tedesco dal 1º gennaio del 1900.
Egli si preoccupò anche di ampliare i confini dei propri domini acquisendo i villaggi di Ober-Eschbach e Niedereschbach, Steinbach e Holzhausen.

### La morte

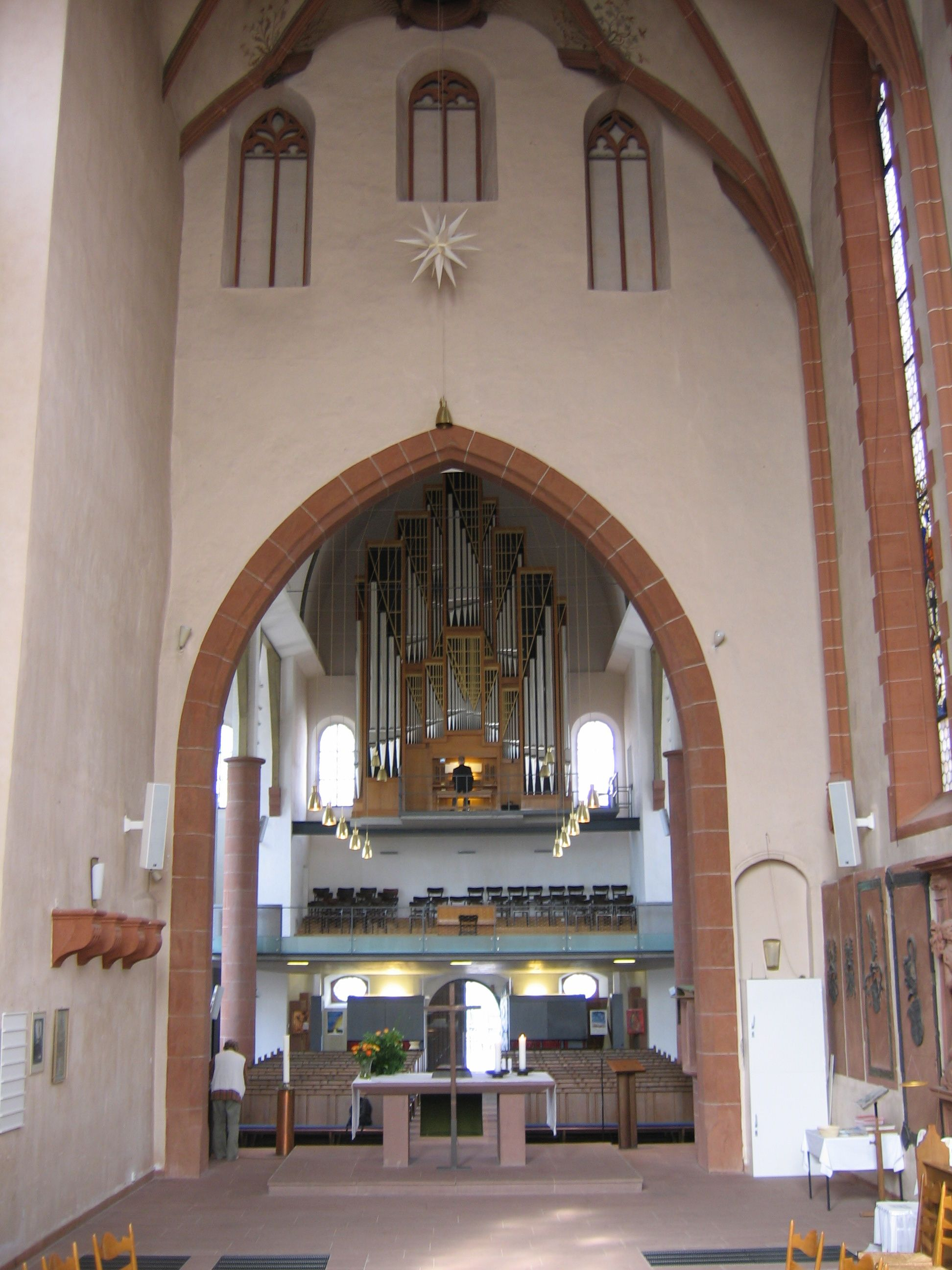
Interno della chiesa di Santa Maria di Hanau. Si noti sulla parete di sinistra le quattro mensole che sostenevano l'epitaffio di Filippo Luigi I

Già quattro giorni prima della morte, Filippo Luigi I denotava sintomi di debolezza e nausea, ma non se ne preoccupò eccessivamente. Successivamente le sue condizioni si aggravarono e morì il 4 febbraio 1580 "quattro ore dopo mezzogiorno".
La sua salma, dopo i funerali, venne sepolta nel coro della chiesa di Santa Maria di Hanau, sul lato destro, vicino alla parete sud del coro stesso, nelle immediate vicinanze del padre. Per celebrare la sua memoria venne realizzato un grande epitaffio di stile rinascimentale in cotto simile a quello del padre e della madre già presente nella chiesa stessa. La scultura rimase in sede sino alla seconda guerra mondiale quando venne pesantemente danneggiata ed oggi dell'opera rimangono solo alcuni frammenti conservati al museo storico di Hanau ed un disegno preparativo realizzato dallo scultore Karl Gruber che ci dà l'idea di come esso dovesse apparire. Quattro staffe nella parete vuota del lato sud del coro ci danno l'idea della posizione che l'epitaffio doveva occupare in chiesa.
La sua vedova, la contessa Maddalena , nato da Waldeck, sposò di nuovo nel 1581 e che il conte Giovanni VII Nassau- Siegen

## Matrimonio e figli
Filippo Luigi I sposò la contessa Maddalena di Waldeck (1558-1599). La data del loro matrimonio rimane ancora oggi incerta in quanto tre diverse fonti citano tre date tra loro differenti: 2 febbraio 1576, 5 febbraio 1576, 6 febbraio 1576.
Filippo e Magdalena ebbero quattro figli:
- Filippo Luigi II (1576-1612)
- Giuliana (13 ottobre - 2 dicembre 1577), sepolta nel coro della Chiesa di Santa Maria di Hanau
- Guglielmo (26 agosto 1578 - 14 giugno 1579 ), sepolto nel coro della Chiesa di Santa Maria di Hanau
- Alberto (1579-1635), conte di Hanau-Münzenberg-Schwarzenfels

## Ascendenza
|                                            |                                          |                                          | Genitori                                          |  |  | Nonni |  |  | Bisnonni                               |  |  | Trisnonni                            |  |
|                                            |                                          |                                          |                                                   |  |  |       |  |  | Reinardo IV, conte di Hanau-Münzenberg |  |  | Filippo I, conte di Hanau-Münzenberg |  |
|                                            |                                          |                                          |                                                   |  |  |       |  |  | Reinardo IV, conte di Hanau-Münzenberg |  |  | Filippo I, conte di Hanau-Münzenberg |  |
|                                            |                                          | Adriana di Nassau-Dillenburg             |                                                   |  |  |       |  |  | Reinardo IV, conte di Hanau-Münzenberg |  |  |                                      |  |
| Filippo II, conte di Hanau-Münzenberg      |                                          |                                          |                                                   |  |  |       |  |  | Reinardo IV, conte di Hanau-Münzenberg |  |  |                                      |  |
|                                            |                                          | Caterina di Schwarzburg-Blankenburg      | Günther XXXVIII, conte di Schwarzburg-Blankenburg |  |  |       |  |  |                                        |  |  |                                      |  |
|                                            |                                          | Caterina di Schwarzburg-Blankenburg      | Günther XXXVIII, conte di Schwarzburg-Blankenburg |  |  |       |  |  |                                        |  |  |                                      |  |
|                                            |                                          | Caterina di Schwarzburg-Blankenburg      | Caterina di Querfurt                              |  |  |       |  |  |                                        |  |  |                                      |  |
| Filippo III, conte di Hanau-Münzenberg     |                                          | Caterina di Schwarzburg-Blankenburg      |                                                   |  |  |       |  |  |                                        |  |  |                                      |  |
|                                            |                                          | Bodo VIII, conte di Stolberg-Wernigerode | Enrico XIX, conte di Stolberg                     |  |  |       |  |  |                                        |  |  |                                      |  |
|                                            |                                          | Bodo VIII, conte di Stolberg-Wernigerode | Enrico XIX, conte di Stolberg                     |  |  |       |  |  |                                        |  |  |                                      |  |
|                                            |                                          | Bodo VIII, conte di Stolberg-Wernigerode | Margherita di Mansfeld                            |  |  |       |  |  |                                        |  |  |                                      |  |
| Giuliana di Stolberg-Wernigerode           |                                          | Bodo VIII, conte di Stolberg-Wernigerode |                                                   |  |  |       |  |  |                                        |  |  |                                      |  |
|                                            |                                          | Anna di Eppstein-Königstein              | Filippo I, conte di Eppstein-Königstein           |  |  |       |  |  |                                        |  |  |                                      |  |
|                                            |                                          | Anna di Eppstein-Königstein              | Filippo I, conte di Eppstein-Königstein           |  |  |       |  |  |                                        |  |  |                                      |  |
|                                            |                                          | Anna di Eppstein-Königstein              | Luisa di Mark-Arenberg                            |  |  |       |  |  |                                        |  |  |                                      |  |
| Filippo Luigi I, conte di Hanau-Münzenberg |                                          | Anna di Eppstein-Königstein              |                                                   |  |  |       |  |  |                                        |  |  |                                      |  |
|                                            | Giovanni I, conte del Palatinato-Simmern | Federico I, conte del Palatinato-Simmern |                                                   |  |  |       |  |  |                                        |  |  |                                      |  |
|                                            | Giovanni I, conte del Palatinato-Simmern | Federico I, conte del Palatinato-Simmern |                                                   |  |  |       |  |  |                                        |  |  |                                      |  |
|                                            | Giovanni I, conte del Palatinato-Simmern | Margherita di Gheldria                   |                                                   |  |  |       |  |  |                                        |  |  |                                      |  |
| Giovanni II, conte del Palatinato-Simmern  | Giovanni I, conte del Palatinato-Simmern |                                          |                                                   |  |  |       |  |  |                                        |  |  |                                      |  |
|                                            |                                          | Giovanna di Nassau-Saarbrücken           | Giovanni II, conte di Nassau-Saarbrücken          |  |  |       |  |  |                                        |  |  |                                      |  |
|                                            |                                          | Giovanna di Nassau-Saarbrücken           | Giovanni II, conte di Nassau-Saarbrücken          |  |  |       |  |  |                                        |  |  |                                      |  |
|                                            |                                          | Giovanna di Nassau-Saarbrücken           | Giovanna di Loon-Heinsberg                        |  |  |       |  |  |                                        |  |  |                                      |  |
| Elena del Palatinato-Simmern               |                                          | Giovanna di Nassau-Saarbrücken           |                                                   |  |  |       |  |  |                                        |  |  |                                      |  |
|                                            |                                          | Cristoforo I, margravio di Baden         | Carlo I, margravio di Baden-Baden                 |  |  |       |  |  |                                        |  |  |                                      |  |
|                                            |                                          | Cristoforo I, margravio di Baden         | Carlo I, margravio di Baden-Baden                 |  |  |       |  |  |                                        |  |  |                                      |  |
|                                            |                                          | Cristoforo I, margravio di Baden         | Caterina d'Austria                                |  |  |       |  |  |                                        |  |  |                                      |  |
| Beatrice di Baden                          |                                          | Cristoforo I, margravio di Baden         |                                                   |  |  |       |  |  |                                        |  |  |                                      |  |
|                                            |                                          | Ottilia di Katzenelnbogen                | Filippo II, conte di Katzenelnbogen               |  |  |       |  |  |                                        |  |  |                                      |  |
|                                            |                                          | Ottilia di Katzenelnbogen                | Filippo II, conte di Katzenelnbogen               |  |  |       |  |  |                                        |  |  |                                      |  |
|                                            |                                          | Ottilia di Katzenelnbogen                | Ottilia di Nassau-Dillenburg                      |  |  |       |  |  |                                        |  |  |                                      |  |
|                                            |                                          | Ottilia di Katzenelnbogen                |                                                   |  |  |       |  |  |                                        |  |  |                                      |  |